# 楽友会館

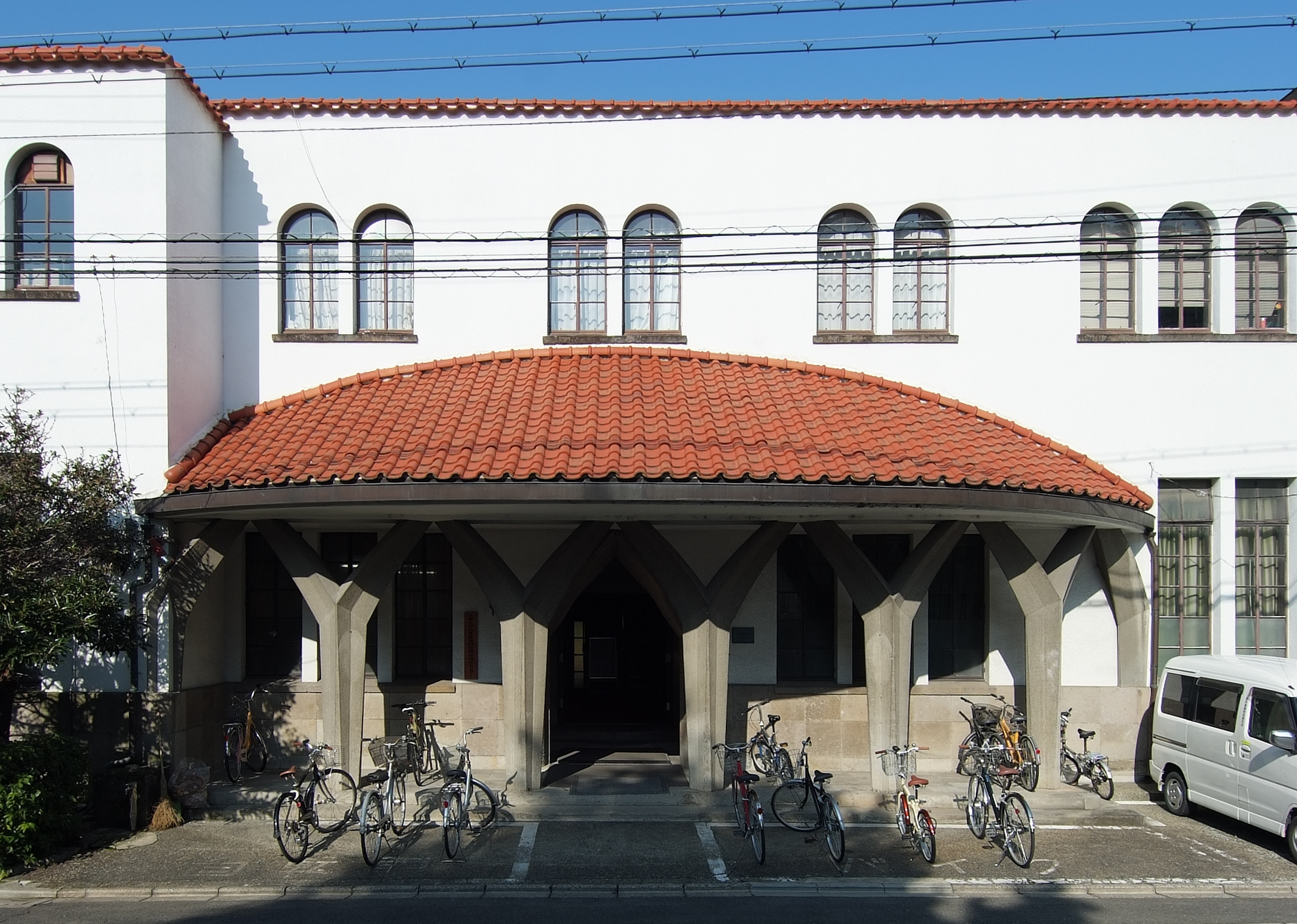
楽友会館

楽友会館（らくゆうかいかん）は、京都府京都市左京区吉田近衛町（近衛通東大路東入る）の京都大学の吉田南構内（吉田南キャンパス）にある建物である。

## 概要
1925年（大正14年）に京都大学の創立25周年を記念して、森田慶一の設計により建てられた。正式には京都大学楽友会館と称し、鉄筋コンクリート2階建の瓦葺で様式はスパニッシュを基調とする。設計者の森田慶一は、当時京都大学工学部建築科助教授だった。国の登録有形文化財に登録されている。

## 逸話

### 楽友会館返還運動
終戦後の1945年10月2日、京都に進駐した米軍は楽友会館を接収し、兵士の慰安施設（将校クラブ）を開設した。1951年9月、騒音を問題視した吉田寮は「楽友会館即時返還」を目指す社会運動を開始し（楽友会館返還運動）、翌1952年に返還させた。その後、楽友会館の一部は吉田寮により運営された。

## アクセス
- JR「京都駅」から
  - 市バスA2のりば、206系統「東山通 北大路バスターミナルゆき」、乗車時間約30分
- 阪急「京都河原町駅」、京阪「祇園四条駅」から
  - 市バス201系統、「祇園・百万遍ゆき」、乗車時間約20分
  - 市バス31系統、「東山通 高野・岩倉ゆき」、乗車時間約20分
- 東山三条から
  - 市バス201系統「百万遍・千本今出川ゆき」、乗車時間約10分
  - 市バス206系統「高野 北大路バスターミナルゆき」、乗車時間約10分

## 近隣施設
- 京都大学吉田寮
- 京都大学大学院医学研究科・医学部